# Kraham (Tyrlaching)
Kraham ist ein Gemeindeteil der oberbayerischen Gemeinde Tyrlaching. Das Dorf liegt etwa vier Kilometer nordöstlich des Hauptortes.
Der Name des Ortes verweist auf die Ansiedlung eines Mannes mit dem Namen Chraman (altd.: auch Craman oder Grah(a)man).
Der Ort wird 1273 als „Crahaim“ erstmals urkundlich erwähnt.